# Marchélepot
Marchélepot est une ancienne commune française située dans le département de la Somme, en région Hauts-de-France.
Elle a fusionné avec Misery pour former, le 1er janvier 2019, la commune nouvelle de Marchélepot-Misery.

## Géographie
Situé à 13 km au Sud de Péronne, le village s'est construit au carrefour de l'ex-route nationale 17 dite « route des Flandres » (actuelle RD 1017) et de la route départementale 45. L'autoroute A 29 limite le territoire communal au nord-ouest.

### Transports en commun routiers
La localité est desservie par les autocars du réseau inter-urbain Trans'80, Hauts-de-France (ligne no 44, Montdidier - Chaulnes - Péronne - Roisel et ligne n°50).

## Toponymie
Le nom de la localité est attesté sous la formes Marcel en 1103.
De la langue d'oïl *mareschel, équivalent du picard maresquel (« petit marais ») et de l'oïl pot : « petit marais du pot ».
Le gentilé des habitant(e)s de Marchélepot est Marcelines, Marcelins.

## Histoire
Première Guerre mondiale
La commune est située dans la zone des combats de la bataille de la Somme lors de la Première Guerre mondiale. Le village, dont la population avait été évacuée, est considéré comme détruit à la fin de la guerre, et l'église sont détruits pendant ces combats,.
Le 19 novembre 1916, l'adjudant Dorme, As de l'aviation française abat son seizième avion allemand près de Marchélepot.
La commune est décorée de la Croix de guerre 1914-1918 le 27 octobre 1920.
Seconde Guerre mondiale
La commune est située dans la zone des combats de la bataille de l'Aisne et de la Somme lors de la Seconde Guerre mondiale. En effet la commune, comme Fresnes-Mazancourt, Berny-en-Santerre, Misery, Licourt, Pertain et Villers-Carbonnel fait partie de la ligne Weygand dont la défense est confiée au 22e Régiment de Marche de Volontaires Étrangers (22e RVME),,.
Du 4 au 7 juin 1940, les 2 500 hommes du régiment bloquent l'avance de l'armée allemande. Succombant sous le nombre des attaques d'infanterie, des panzers et des bombardements de l'aviation, de l'artillerie, 800 hommes sont faits prisonniers.
Fusion avec Misery
Aucun candidat ne s'est présenté au premier tour des élections municipales de 2014 dans la commune limitrophe de Misery. Un ancien maire, Eugène Puche, a constitué une liste pour le second tour, qui a été élue.
À la suite de cette difficulté, les municipalités de Misery et de Marchélepot ont engagé une réflexion en vue de leur fusion sous le régime des communes nouvelles, qui aboutit à cette union le 1er janvier 2019.
Après une réunion publique qui a eu lieu le 15 septembre 2018 et un vote favorable des conseils municipaux des communes concernées, Misery et Marchélépôt ont fusionné le  1er janvier 2019 pour former la commune nouvelle de Marchélepot-Misery, par un arrêté préfectoral du 28 septembre 2018.

## Politique et administration

### Rattachements administratifs et électoraux
Marchélepot se trouve dans l'arrondissement de Péronne du département de la Somme. Pour l'élection des députés, elle fait partie depuis 1958 de la cinquième circonscription de la Somme.
Elle faisait partie depuis 1801 du canton de Nesle. Dans le cadre du redécoupage cantonal de 2014 en France, la commune est intégrée au canton de Ham jusqu'à la fusion de 2019.

### Intercommunalité
Marchélepot était adhérente de la communauté de communes de Haute-Picardie créée en 1994 sous le nom de communauté de communes de Chaulnes et environs, et qui a pris sa dénomination de communauté de communes de Haute-Picardie en 1999.
Dans le cadre des dispositions de la loi portant nouvelle organisation territoriale de la République du 7 août 2015, qui prévoit que les établissements publics de coopération intercommunale (EPCI) à fiscalité propre doivent avoir un minimum de 15 000 habitants, la préfète de la Somme propose en octobre 2015 un projet de nouveau schéma départemental de coopération intercommunale (SDCI) qui prévoit la réduction de 28 à 16 du nombre des intercommunalités à fiscalité propre du département.
Le projet préfectoral prévoit la « fusion des communautés de communes de Haute Picardie et du Santerre », le nouvel ensemble de 17 954 habitants regroupant 46 communes,,. À la suite de l'avis favorable de la commission départementale de coopération intercommunale en janvier 2016, la préfecture sollicite l'avis formel des conseils municipaux et communautaires concernés en vue de la mise en œuvre de la fusion le 1er janvier 2017.
Cette procédure aboutit à la création au 1er janvier 2017 de la communauté de communes Terre de Picardie, dont Marchélepot a été membre jusqu'à la fusion de 2019.

### Liste des maires
| Période                                  | Période       | Identité     | Étiquette | Qualité |
| ---------------------------------------- | ------------- | ------------ | --------- | --- |
| Les données manquantes sont à compléter. |               |              |           | |
| avant 1981                               |               | Yvan Coppe   |           | |
| Les données manquantes sont à compléter. |               |              |           | |
| mars 2001                                | décembre 2018 | Didier Potel | DVD       | Éleveur de vaches laitières, fromager. Conseiller départemental de Ham (2016 → 2021) Vice-président de la CC Terre de Picardie (2017 → 2020) |

### Liste des maires délégués
| Période      | Période                        | Identité     | Étiquette | Qualité |
| ------------ | ------------------------------ | ------------ | --------- | --- |
| janvier 2019 | En cours (au 1er janvier 2019) | Didier Potel | DVD       | Éleveur de vaches laitières, fromager. Conseiller départemental de Ham (2016 → 2021) Vice-président de la CC Terre de Picardie (2017 → 200) |

## Population et société

### Démographie
L'évolution du nombre d'habitants est connue à travers les recensements de la population effectués dans la commune depuis 1793. Pour les communes de moins de 10 000 habitants, une enquête de recensement portant sur toute la population est réalisée tous les cinq ans, les populations de référence des années intermédiaires étant quant à elles estimées par interpolation ou extrapolation. Pour la commune, le premier recensement exhaustif entrant dans le cadre du nouveau dispositif a été réalisé en 2004.

En 2016, la commune comptait 472 habitants, en évolution de +0,85 % par rapport à 2010 (Somme : −1,26 %, France hors Mayotte : +2,11 %).
| 1793 | 1800 | 1806 | 1821 | 1831 | 1836 | 1841 | 1846 | 1851 |
| ---- | ---- | ---- | ---- | ---- | ---- | ---- | ---- | ---- |
| 583  | 671  | 725  | 650  | 646  | 626  | 649  | 588  | 543  |

| 1856 | 1861 | 1866 | 1872 | 1876 | 1881 | 1886 | 1891 | 1896 |
| ---- | ---- | ---- | ---- | ---- | ---- | ---- | ---- | ---- |
| 523  | 544  | 523  | 510  | 483  | 459  | 455  | 446  | 454  |

| 1901 | 1906 | 1911 | 1921 | 1926 | 1931 | 1936 | 1946 | 1954 |
| ---- | ---- | ---- | ---- | ---- | ---- | ---- | ---- | ---- |
| 465  | 502  | 509  | 329  | 391  | 368  | 389  | 388  | 391  |

| 1962 | 1968 | 1975 | 1982 | 1990 | 1999 | 2004 | 2006 | 2009 |
| ---- | ---- | ---- | ---- | ---- | ---- | ---- | ---- | ---- |
| 366  | 351  | 312  | 365  | 406  | 419  | 421  | 431  | 471  |

| 2014 | 2016 | - | - | - | - | - | - | - |
| ---- | ---- | - | - | - | - | - | - | - |
| 468  | 472  | - | - | - | - | - | - | - |

### Enseignement
L'école primaire de Marchélepot compte 68 élèves en maternelle et élémentaire à la rentrée 2017.

## Culture locale et patrimoine

### Lieux et monuments
- L'église Saint-Marcel, reconstruite après la Première Guerre mondiale.

- Chapelle funéraire Gontier-Martin, reconstruite après la Grande Guerre, surmontée d'une croix et de deux pinacles[31].

- Oratoire Notre-Dame-des-Champs, route de Licourt, construit en 1960[31].

- Cette commune possède deux monuments à la mémoire des anciens combattants.

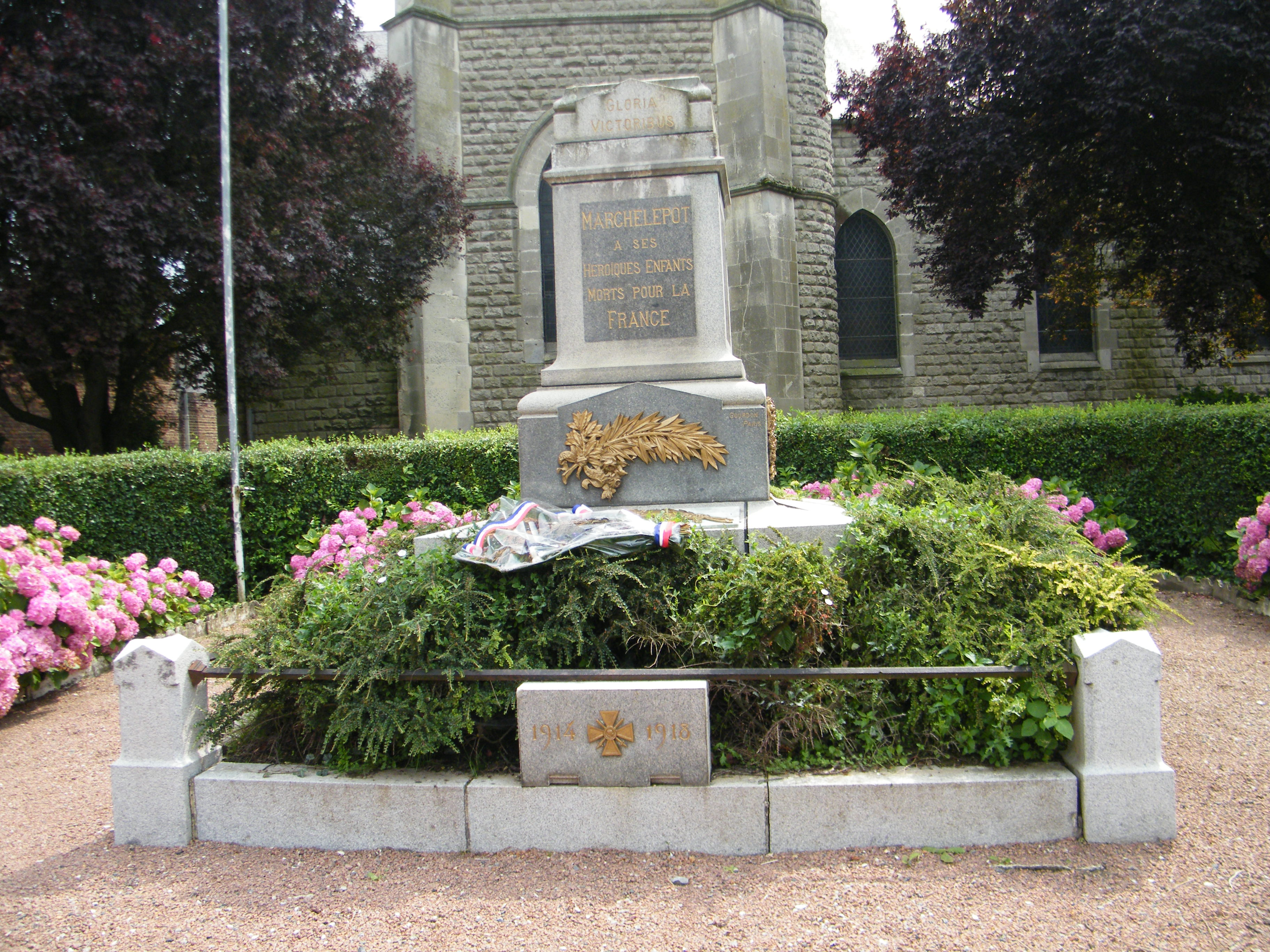
Monument aux morts.
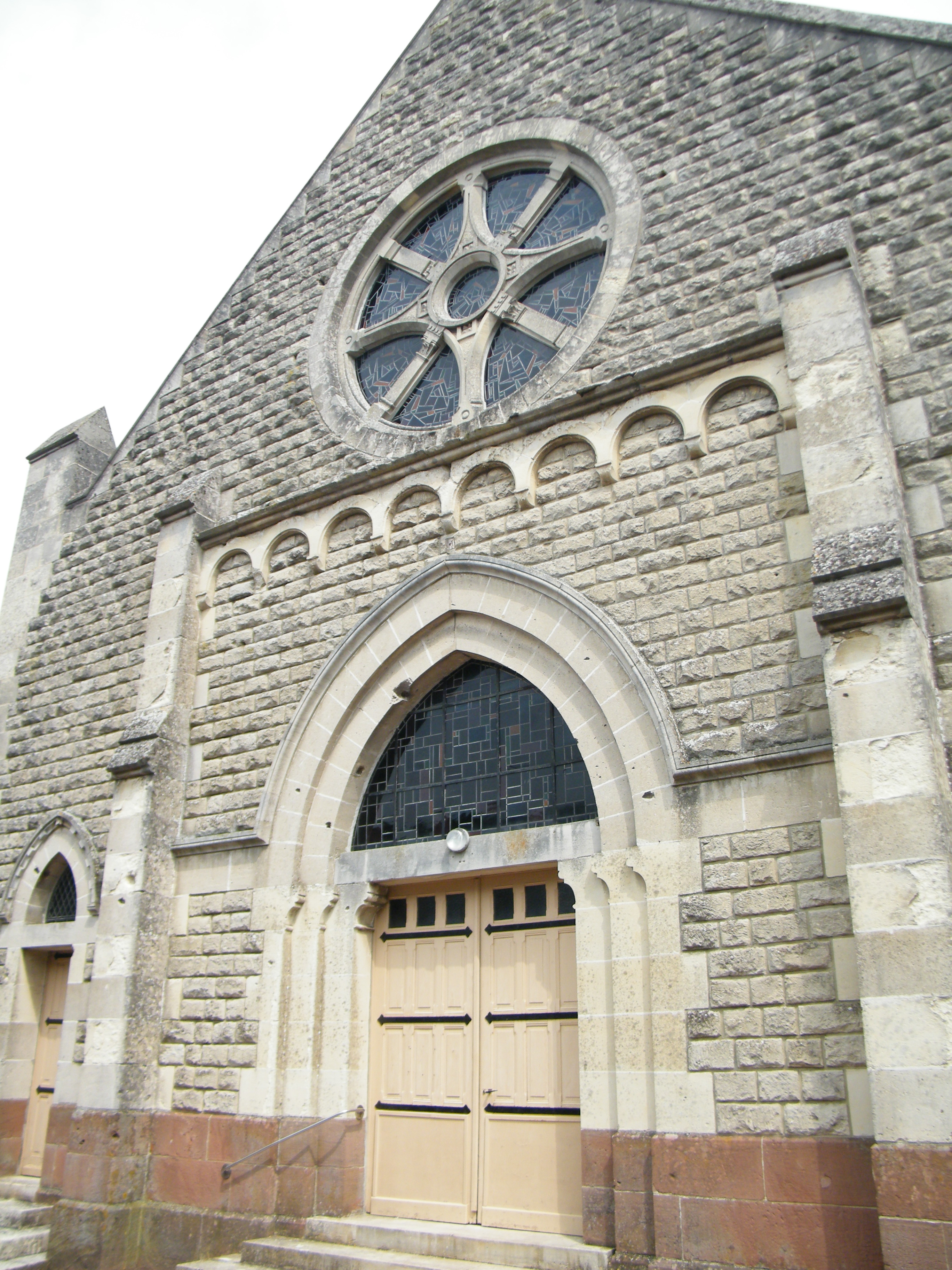
L'église Saint-Marcel.
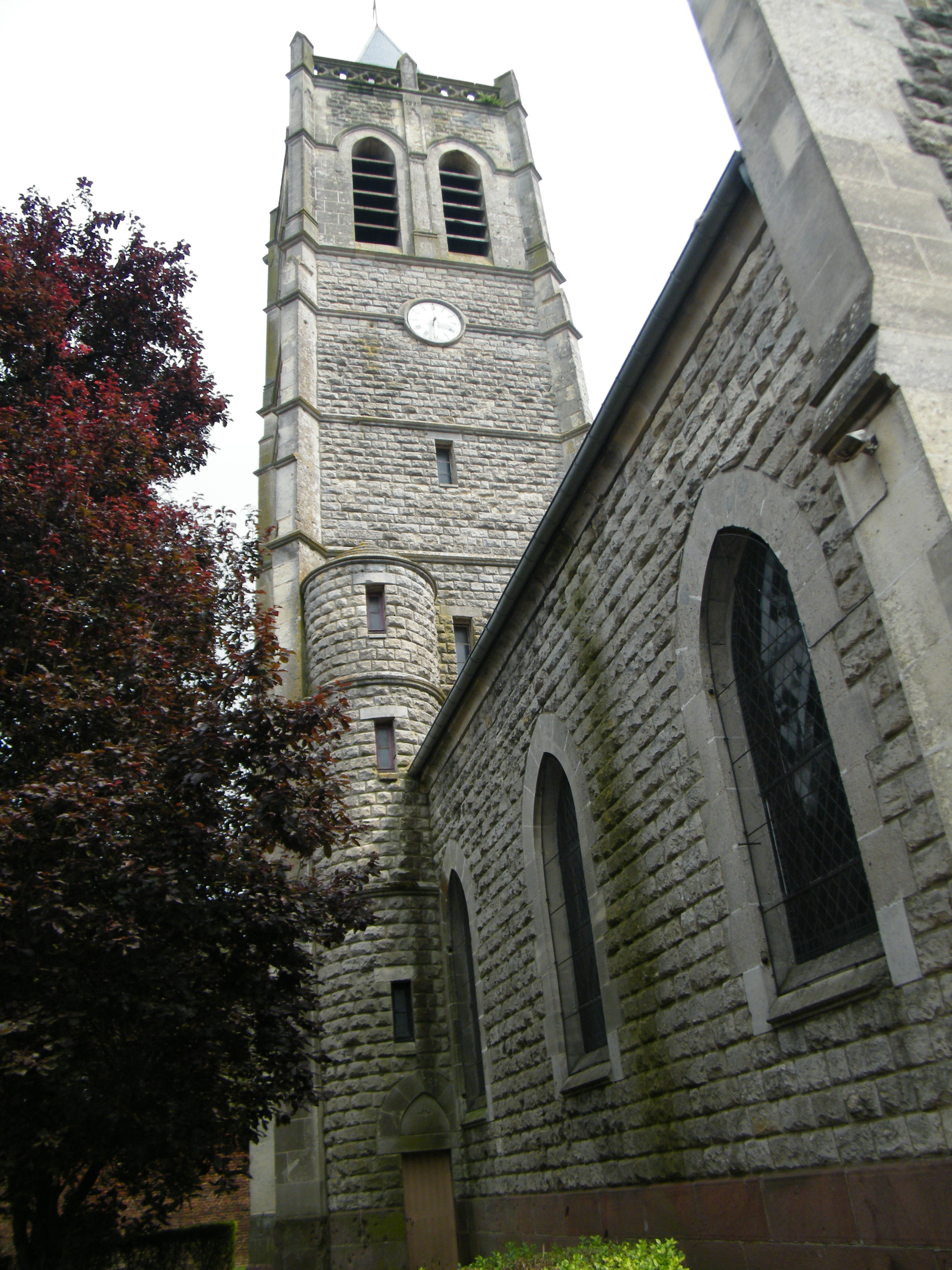
Le clocher de l'église.

### Personnalités liées à la commune
- Jean-Baptiste  Emmanuel Hamel, né le 12/9/1791 à Marchélepot, maréchal des logis au 8e hussards, a fait les campagnes du Premier Empire de 1808 à 1815, chevalier de la Légion d'honneur en 1813[32].